# Vue de la gare du Luxembourg à Bruxelles
Vue de la gare du Luxembourg à Bruxelles est un tableau réalisé par Henry Ottmann en 1903. Il est exposé au musée d'Orsay à Paris.
Au salon de La Libre Esthétique de Bruxelles, en 1903, Henry Ottmann expose pour la première fois trois vues de la gare du Luxembourg, en imaginant une condition météorologique pour chaque vue : vent, gel et brouillard. Il est probable que le tableau était l'une de ces trois conditions.
Le point de vue est celui d'un pont qui ombrage les voies ferrées qui se croisent. Le signal se trouve juste derrière le cadre, le tableau montre son sommet. Ce motif est similaire aux signaux de voie de Claude Monet devant la Gare de Paris-Saint-Lazare, 1877 (Hanovre, Musée d'État de Basse-Saxe). Ottmann s'est inspiré des impressionnistes français, en particulier d'Auguste Renoir.
L'un des centres d'intérêt d'Ottmann était de représenter des sujets modernes de manière décorative.